# Hockey Pro League 2019 (mannen)
De Hockey Pro League voor mannen werd in 2019 voor de eerste keer gehouden. Het toernooi begon in januari en eindigde in juni. Het finaletoernooi werd in Amstelveen gespeeld.
De beste vier teams van dit toernooi plaatsten zich voor het olympisch kwalificatietoernooi voor de Spelen van 2020. Australië won het toernooi door in de finale België (met 57 goals de meest scorende ploeg van het toernooi) te verslaan. Nederland eindigde als derde na een overwinning op Groot-Brittannië.

## Kwalificatie
De negen deelnemende landen zijn in 2017 aangewezen door de FIH.

## Opzet
De negen landen spelen twee keer tegen elk ander land; een keer thuis en een keer uit. De wedstrijden worden gespeeld van januari tot juni. 
Allereerst worden de wedstrijden gespeeld op het zuidelijk halfrond; de landen van het noordelijk halfrond spelen daar al hun uitwedstrijden tegen de landen van het zuidelijk halfrond. In dezelfde periode spelen alle landen van het zuidelijk halfrond hun onderlinge wedstrijden. Vervolgens wordt het noordelijk halfrond aangedaan en spelen de noordelijke landen hun thuiswedstrijden tegen de zuidelijke en spelen ze hun onderlinge wedstrijden. 
De top vier speelt direct aansluitend in een finaletoernooi om de titel.
Het speelschema voor de groepswedstrijden werd begin 2018 door de FIH gepresenteerd. Toen werd ook duidelijk dat Pakistan in eerste instantie al zijn thuiswedstrijden om veiligheidsredenen in Schotland speelt. Omdat er uiteindelijk geen overeenstemming tussen de Pakistaanse en Schotse hockeybond paste de FIH in november 2018, in overleg met de andere landen, het speelschema aan en zou Pakistan de thuiswedstrijden spelen in Argentinië, België, Groot-Brittannië, Duitsland en Nederland. Maar begin januari haalde de FIH Pakistan uit het toernooi nadat het aangaf de eerste drie wedstrijden niet te kunnen spelen.
Deelnemende landen
- Argentinië
- Australië
- België
- Duitsland
- Groot-Brittannië
- Nederland
- Nieuw-Zeeland
- Pakistan
- Spanje

## Uitslagen
Alle tijden zijn locale tijden.

### Groepsfase
| Team             | GS | W  | SOW | SOL | V  | DV | DT | +/− | PT |
| ---------------- | -- | -- | --- | --- | -- | -- | -- | --- | -- |
| Australië        | 14 | 10 | 0   | 2   | 2  | 40 | 26 | +14 | 32 |
| België           | 14 | 8  | 1   | 2   | 3  | 52 | 29 | +23 | 28 |
| Nederland        | 14 | 5  | 3   | 2   | 4  | 37 | 32 | +5  | 23 |
| Groot-Brittannië | 14 | 6  | 1   | 2   | 5  | 35 | 31 | +4  | 22 |
| Argentinië       | 14 | 6  | 1   | 2   | 5  | 31 | 36 | -5  | 22 |
| Duitsland        | 14 | 4  | 3   | 2   | 5  | 30 | 38 | -8  | 20 |
| Spanje           | 14 | 2  | 5   | 0   | 7  | 33 | 45 | -12 | 16 |
| Nieuw-Zeeland    | 14 | 0  | 0   | 4   | 10 | 26 | 47 | -21 | 4  |
| Pakistan         | 0  | 0  | 0   | 0   | 0  | 0  | 0  | 0   | 0  |

Alle tijden zijn locale tijden.
| 19 januari 2019 13:00           |           |                                  |                                                                                      |
| Spanje                          | 2-2       | België                           | Estadio Beteró, Valencia Scheidsrechters: Christian Blasch (GER) Martin Madden (SCO) |
| Rodríguez 58' González 60'      | (verslag) | Plennevaux 37' Hendrickx 55'     | Estadio Beteró, Valencia Scheidsrechters: Christian Blasch (GER) Martin Madden (SCO) |
| Shoot-out                       |           |                                  | Estadio Beteró, Valencia Scheidsrechters: Christian Blasch (GER) Martin Madden (SCO) |
| Romeu Iglesias Lleonart Enrique | 2–0       | Wegnez Kina De Sloover Van Aubel | Estadio Beteró, Valencia Scheidsrechters: Christian Blasch (GER) Martin Madden (SCO) |

| 25 januari 2019 11:00                                  |           |                                                              |                                                                                     |
| Spanje                                                 | 5-6       | Groot-Brittannië                                             | Estadio Beteró, Valencia Scheidsrechters: Marcin Grochal (POL) Coen van Bunge (NED) |
| Lleonart 2' Boltó 7' Arana 9' Béltran 11' Iglesias 58' | (verslag) | Dixon 3', 41' Wallace 22' Gleghorne 40' Roper 47' Condon 57' | Estadio Beteró, Valencia Scheidsrechters: Marcin Grochal (POL) Coen van Bunge (NED) |

| 26 januari 2019 18:00 |           |                                     |                                                                                              |
| Argentinië            | 2-4       | België                              | Estadio Municipal de Hockey, Córdoba Scheidsrechters: Simon Taylor (NZL) Sean Rapaport (RSA) |
| Vila 21' Martínez 51' | (verslag) | Boon 3', 51' Boccard 44' Wegnez 45' | Estadio Municipal de Hockey, Córdoba Scheidsrechters: Simon Taylor (NZL) Sean Rapaport (RSA) |

| 27 januari 2019 16:30       |           |                                          |                                                                        |
| Nieuw-Zeeland               | 3-4       | Nederland                                | Auckland Scheidsrechters: Adam Kearns (AUS) Germán Montes de Oca (ARG) |
| Inglis 16', 28' Russell 30' | (verslag) | Brinkman 9', 44' De Geus 12' Janssen 27' | Auckland Scheidsrechters: Adam Kearns (AUS) Germán Montes de Oca (ARG) |

| 1 februari 2019 19:30                         |         |                                              | |
| Nieuw-Zeeland                                 | 4-4     | België                                       | North Harbor Hockey Stadium, Auckland Scheidsrechters: Adam Kearns (AUS) Germán Montes de Oca (ARG) |
| Inglis 17' Sarikaya 35' Woods 51' Jenness 52' | verslag | Charlier 19' Plennevaux 27' A. Van Doren 37' | North Harbor Hockey Stadium, Auckland Scheidsrechters: Adam Kearns (AUS) Germán Montes de Oca (ARG) |
| Shoot-out                                     |         |                                              | North Harbor Hockey Stadium, Auckland Scheidsrechters: Adam Kearns (AUS) Germán Montes de Oca (ARG) |
| Inglis Tarrant Jenness Thomas                 | 2–4     | Van Aubel Denayer Wegnez De Sloover          | North Harbor Hockey Stadium, Auckland Scheidsrechters: Adam Kearns (AUS) Germán Montes de Oca (ARG) |

| 2 februari 2019 15:00                                |         |                                                                 | |
| Australië                                            | 5–5     | Nederland                                                       | State Netball and Hockey Centre, Melbourne Scheidsrechters: Lim Hong-Zhen (SGP) Simon Taylor (NZL) |
| Craig 3' Brand 13' Ockenden 17' Mitton 23' Sharp 35' | verslag | Pruyser 4' Hertzberger 29' De Geus 47' Bakker 51' Kellerman 56' | State Netball and Hockey Centre, Melbourne Scheidsrechters: Lim Hong-Zhen (SGP) Simon Taylor (NZL) |
| Shoot-out                                            |         |                                                                 | State Netball and Hockey Centre, Melbourne Scheidsrechters: Lim Hong-Zhen (SGP) Simon Taylor (NZL) |
| Govers Craig Hayward                                 | 1–4     | Hertzberger Schuurman De Geus Bakker                            | State Netball and Hockey Centre, Melbourne Scheidsrechters: Lim Hong-Zhen (SGP) Simon Taylor (NZL) |

| 3 februari 2019 15:00 |           |                                      | |
| Australië             | 1-4       | België                               | State Netball and Hockey Centre, Melbourne Scheidsrechters: Lim Hong-Zhen (SGP) Simon Taylor (NZL) |
| Beale 1'              | (verslag) | Dockier 15' Hendrickx 28' Cosyns 40' | State Netball and Hockey Centre, Melbourne Scheidsrechters: Lim Hong-Zhen (SGP) Simon Taylor (NZL) |

| 8 februari 2019 19:30 |           |                                   |                                                                                                  |
| Nieuw-Zeeland         | 2-6       | Groot-Brittannië                  | Nga Puna Wai Hockey Stadium, Christchurch Scheidsrechters: Sean Rapaport (RSA) Adam Kearns (AUS) |
| Woods 43' Inglis 44'  | (verslag) | Ward 18', 46' Roper 27' Dixon 29' | Nga Puna Wai Hockey Stadium, Christchurch Scheidsrechters: Sean Rapaport (RSA) Adam Kearns (AUS) |

| 10 februari 2019 15:00                   |         |                        |                                                                                           |
| Australië                                | 4–2     | Duitsland              | Tasmanian Hockey Centre, Hobart Scheidsrechters: David Tomlinson (NZL) Raghu Prasad (IND) |
| Anderson 12' Wickham 37' Wotherspoon 48' | verslag | Fuchs 5' Windfeder 22' | Tasmanian Hockey Centre, Hobart Scheidsrechters: David Tomlinson (NZL) Raghu Prasad (IND) |

| 15 februari 2019 11:00                  |           |                                     |                                                                                  |
| Spanje                                  | 3-3       | Nederland                           | Estadio Beteró, Valencia Scheidsrechters: Martin Madden (SCO) Diego Barbas (ARG) |
| Quemada 44' Béltran 51' Serrahima 60+'  | (verslag) | Brinkman 12' Pruyser 14' Galema 38' | Estadio Beteró, Valencia Scheidsrechters: Martin Madden (SCO) Diego Barbas (ARG) |
| Shoot-out                               |           |                                     | Estadio Beteró, Valencia Scheidsrechters: Martin Madden (SCO) Diego Barbas (ARG) |
| Iglesias Enrique Lleonart Béltran Romeu | 3-1       | Croon Pruyser Brinkman Pieters      | Estadio Beteró, Valencia Scheidsrechters: Martin Madden (SCO) Diego Barbas (ARG) |

| 15 februari 2019 19:30 |           |                             |                                                                                               |
| Nieuw-Zeeland          | 1-3       | Duitsland                   | Nga Puna Wai Hockey Stadium, Christchurch Scheidsrechters: Eric Koh (MAS) Sean Rapaport (RSA) |
| Tarrant 49'            | (verslag) | Miltkau 32', 56' Wellen 40' | Nga Puna Wai Hockey Stadium, Christchurch Scheidsrechters: Eric Koh (MAS) Sean Rapaport (RSA) |

| 16 februari 2019 15:30  |           |                  |                                                                                            |
| Australië               | 2-0       | Groot-Brittannië | Perth Hockey Stadium, Perth Scheidsrechters: David Tomlinson (NZL) Gareth Greenfield (NZL) |
| Mitton 13' Anderson 23' | (verslag) |                  | Perth Hockey Stadium, Perth Scheidsrechters: David Tomlinson (NZL) Gareth Greenfield (NZL) |

| 22 februari 2019 19:00 |           |           |                                                                                  |
| Argentinië             | 0-0 *     | Duitsland | CeNARD, Buenos Aires Scheidsrechters: Francisco Vázquez (ESP) Peter Wright (RSA) |
|                        | (verslag) |           | CeNARD, Buenos Aires Scheidsrechters: Francisco Vázquez (ESP) Peter Wright (RSA) |

| 24 februari 2019 16:00         |           |                                   |                                                                                  |
| Argentinië                     | 4-3       | Nederland                         | CeNARD, Buenos Aires Scheidsrechters: Francisco Vázquez (ESP) Peter Wright (RSA) |
| Paredes 13', 31' Vila 54', 58' | (verslag) | Kellerman 8' Hertzberger 14', 34' | CeNARD, Buenos Aires Scheidsrechters: Francisco Vázquez (ESP) Peter Wright (RSA) |

| 2 maart 2019 15:00  |           |             |                                                                                                  |
| Australië           | 2-1       | Spanje      | Sydney Olympic Park Hockey Centre, Sydney Scheidsrechters: Simon Taylor (NZL) Javed Shaikh (IND) |
| Sharp 22' Beale 47' | (verslag) | Quemada 26' | Sydney Olympic Park Hockey Centre, Sydney Scheidsrechters: Simon Taylor (NZL) Javed Shaikh (IND) |

| 5 maart 2019 19:00 |           |           |                                                                                     |
| Nederland          | 0-1       | Duitsland | Hazelaarwegstadion, Rotterdam Scheidsrechters: Bruce Bale (ENG) Martin Madden (SCO) |
|                    | (verslag) | Fuchs 45' | Hazelaarwegstadion, Rotterdam Scheidsrechters: Bruce Bale (ENG) Martin Madden (SCO) |

| 8 maart 2019 19:30                    |           |                                     |                                                                                                |
| Nieuw-Zeeland                         | 3-3       | Spanje                              | North Harbour Hockey Stadium, Auckland Scheidsrechters: Raghu Prasad (IND) Lim Hong-Zhen (SGP) |
| J. Panchia 22' Jenness 34' Thomas 38' | (verslag) | Quemada 1', 53' Miralles 53'        | North Harbour Hockey Stadium, Auckland Scheidsrechters: Raghu Prasad (IND) Lim Hong-Zhen (SGP) |
| Shoot-out                             |           |                                     | North Harbour Hockey Stadium, Auckland Scheidsrechters: Raghu Prasad (IND) Lim Hong-Zhen (SGP) |
| Jenness Russell Thomas Phillips       | 2–4       | Iglesias Serrahima Lleonart Enrique | North Harbour Hockey Stadium, Auckland Scheidsrechters: Raghu Prasad (IND) Lim Hong-Zhen (SGP) |

| 10 maart 2019 16:30 |           |                          |                                                                                                |
| Nieuw-Zeeland       | 1-2       | Argentinië               | North Harbour Hockey Stadium, Auckland Scheidsrechters: Raghu Prasad (IND) lim Hong-Zhen (SGP) |
| Russell 52'         | (verslag) | Ferreiro 21' Casella 48' | North Harbour Hockey Stadium, Auckland Scheidsrechters: Raghu Prasad (IND) lim Hong-Zhen (SGP) |

| 15 maart 2019 11:00                           |           |                                                         |                                                                                |
| Spanje                                        | 4-4       | Duitsland                                               | Estadio Beteró, Valencia Scheidsrechters: Bruce Bale (ENG) Jakub Mejzlík (CZE) |
| Iglesias 6' Ruiz 36' Lleonart 47' Quemada 49' | (verslag) | Windfeder 14' M. Grambusch 35' Häner 48' Röthlander 55' | Estadio Beteró, Valencia Scheidsrechters: Bruce Bale (ENG) Jakub Mejzlík (CZE) |
| Shoot-out                                     |           |                                                         | Estadio Beteró, Valencia Scheidsrechters: Bruce Bale (ENG) Jakub Mejzlík (CZE) |
| Iglesias Béltran Lleonart Enrique Romeu       | 4–3       | Wellen Prinz Große Linnekogel M. Grambusch              | Estadio Beteró, Valencia Scheidsrechters: Bruce Bale (ENG) Jakub Mejzlík (CZE) |

| 16 maart 2019 15:00         |           |                       |                                                                                                  |
| Australië                   | 3-2       | Argentinië            | Sydney Olympic Park Hockey Centre, Sydney Scheidsrechters: Peter Wright (RSA) Raghu Prasad (IND) |
| Hayward 11', 15' Govers 30' | (verslag) | Casella 42' Catán 51' | Sydney Olympic Park Hockey Centre, Sydney Scheidsrechters: Peter Wright (RSA) Raghu Prasad (IND) |

| 17 maart 2019 15:00                              |           |               |                                                                                                  |
| Australië                                        | 5-1       | Nieuw-Zeeland | Sydney Olympic Park Hockey Centre, Sydney Scheidsrechters: Peter Wright (RSA) Raghu Prasad (IND) |
| Wickham 12', 32' Hayward 14' Welch 27' Beale 38' | (verslag) | Phillips 15'  | Sydney Olympic Park Hockey Centre, Sydney Scheidsrechters: Peter Wright (RSA) Raghu Prasad (IND) |

| 31 maart 2019 16:00                 |           |                          |                                                                                                   |
| Argentinië                          | 3-2       | Spanje                   | Estadio Mundialista Luciana Aymar, Rosario Scheidsrechters: Jakub Mejzlík (CZE) Ben Göntgen (GER) |
| Paredes 45' Toscani 53' Casella 55' | (verslag) | González 15' Sánchez 21' | Estadio Mundialista Luciana Aymar, Rosario Scheidsrechters: Jakub Mejzlík (CZE) Ben Göntgen (GER) |

| 6 april 2019 16:00 |           |                                          |                                                                                                   |
| Argentinië         | 1-5       | Groot-Brittannië                         | Estadio Mundialista Luciana Aymar, Rosario Scheidsrechters: Jakub Mejzlík (CZE) Ben Göntgen (GER) |
| Paredes 42'        | (verslag) | Forsyth 20', 56' Ward 26' Roper 38', 58' | Estadio Mundialista Luciana Aymar, Rosario Scheidsrechters: Jakub Mejzlík (CZE) Ben Göntgen (GER) |

| 10 april 2019 20:30                                                        |           |                               |                                                                                              |
| België                                                                     | 7-3       | Spanje                        | Stadion Royal Uccle Sport, Brussel Scheidsrechters: Christian Blasch (GER) Dan Barstow (ENG) |
| Van Aubel 12', 17' Boon 15', 19' Charlier 18' Denayer 28' A. Van Doren 33' | (verslag) | Quemada 46', 60' González 57' | Stadion Royal Uccle Sport, Brussel Scheidsrechters: Christian Blasch (GER) Dan Barstow (ENG) |

| 13 april 2019 18:00                               |           |        |                                                                                         |
| Nederland                                         | 4-0       | Spanje | Hazelaarweg Stadion, Rotterdam Scheidsrechters: Diego Barbas (ARG) Marcin Grochal (POL) |
| Bovendeert 33' Pruyser 41' Balk 50' Lodewijks 59' | (verslag) |        | Hazelaarweg Stadion, Rotterdam Scheidsrechters: Diego Barbas (ARG) Marcin Grochal (POL) |

| 14 april 2019 16:00                              |           |                        |                                                                                                   |
| Argentinië                                       | 4-3       | Nieuw-Zeeland          | Estadio Mundialista Luciana Aymar, Rosario Scheidsrechters: Ben Göntgen (GER) Sean Rapaport (RSA) |
| Paredes 2' Casella 9' Ferreiro 15' Fernández 27' | (verslag) | Lane 15', 22' Muir 47' | Estadio Mundialista Luciana Aymar, Rosario Scheidsrechters: Ben Göntgen (GER) Sean Rapaport (RSA) |

| 25 april 2019 16:30                |           |                                       |                                                                                              |
| Nieuw-Zeeland                      | 3-4       | Australië                             | North Harbor Hockey Stadium, Auckland Scheidsrechters: Peter Wright (RSA) Javed Shaikh (IND) |
| Muir 29' J. Panchia 37' Wilcox 59' | (verslag) | Craig 14' Ogilvie 15' Govers 41', 50' | North Harbor Hockey Stadium, Auckland Scheidsrechters: Peter Wright (RSA) Javed Shaikh (IND) |

| 26 april 2019 20:30      |           |                                                     |                                                                                        |
| Duitsland                | 2-4       | Nederland                                           | Hockeypark, Mönchengladbach Scheidsrechters: Germán Montes de Oca (ARG) Eric Koh (MAS) |
| Hellwig 9' Windfeder 23' | (verslag) | Van der Weerden 5', 52' Lodewijks 26' Kellerman 60' | Hockeypark, Mönchengladbach Scheidsrechters: Germán Montes de Oca (ARG) Eric Koh (MAS) |

| 28 april 2019 14:00 |           |                  |                                                                                        |
| Duitsland           | 0-1       | Groot-Brittannië | Hockeypark, Mönchengladbach Scheidsrechters: Germán Montes de Oca (ARG) Eric Koh (MAS) |
|                     | (verslag) | Roper 38'        | Hockeypark, Mönchengladbach Scheidsrechters: Germán Montes de Oca (ARG) Eric Koh (MAS) |

| 4 mei 2019 12:00                          |           |                                                   | |
| Groot-Brittannië                          | 1-1       | Spanje                                            | Lee Valley Hockey and Tennis Centre, Londen Scheidsrechters: Rawi Anbananthan (MAS) Sean Rapaport (RSA) |
| Ward 18'                                  | (verslag) | Quemada 1'                                        | Lee Valley Hockey and Tennis Centre, Londen Scheidsrechters: Rawi Anbananthan (MAS) Sean Rapaport (RSA) |
| Shoot-out                                 |           |                                                   | Lee Valley Hockey and Tennis Centre, Londen Scheidsrechters: Rawi Anbananthan (MAS) Sean Rapaport (RSA) |
| Roper Martin Waller Wallace Forsyth Roper | 2–3       | Iglesias Serrahima González Enrique Romeu Enrique | Lee Valley Hockey and Tennis Centre, Londen Scheidsrechters: Rawi Anbananthan (MAS) Sean Rapaport (RSA) |

| 4 mei 2019 16:00 |           |                      |                                                                                    |
| Argentinië       | 1-2       | Australië            | CeNARD, Buenos Aires Scheidsrechters: Gareth Greenfield (NZL) Coen van Bunge (NED) |
| Casella 52'      | (verslag) | Govers 15' Weyer 40' | CeNARD, Buenos Aires Scheidsrechters: Gareth Greenfield (NZL) Coen van Bunge (NED) |

| 18 mei 2019 19:00    |           |                                    | |
| Groot-Brittannië     | 2–3       | Argentinië                         | Lee Valley Hockey and Tennis Centre, Londen Scheidsrechters: Francisco Vázquez (ESP) Jonas van 't Hek (NED) |
| Ward 56' Forsyth 58' | (verslag) | Ferreiro 19' Ortiz 36' Casella 42' | Lee Valley Hockey and Tennis Centre, Londen Scheidsrechters: Francisco Vázquez (ESP) Jonas van 't Hek (NED) |

| 19 mei 2019 16:00 |           |                                          | |
| Groot-Brittannië  | 0–4       | België                                   | Lee Valley Hockey and Tennis Centre, Londen Scheidsrechters: Francisco Vázquez (ESP) Jonas van 't Hek (NED) |
|                   | (verslag) | Van Aubel 13' Dohmen 39', 57' Briels 43' | Lee Valley Hockey and Tennis Centre, Londen Scheidsrechters: Francisco Vázquez (ESP) Jonas van 't Hek (NED) |

| 22 mei 2019 20:30                                |           |                                   | |
| Duitsland                                        | 3–3       | Argentinië                        | Gerd-Wellen-Hockeystadion, KrefeldKrefeld Scheidsrechters: Martin Madden (SCO) Rawi Anbananthan (MAS) |
| Herzbruch 5' Häner 33' Staib 56'                 | (verslag) | Tolini 33' Ortiz 43' Mazzilli 48' | Gerd-Wellen-Hockeystadion, KrefeldKrefeld Scheidsrechters: Martin Madden (SCO) Rawi Anbananthan (MAS) |
| Shoot-out                                        |           |                                   | Gerd-Wellen-Hockeystadion, KrefeldKrefeld Scheidsrechters: Martin Madden (SCO) Rawi Anbananthan (MAS) |
| Wellen Herzbruch Linnekogel Prinz Hellwig Wellen | 6–5       | Keenan Vila Mazzilli Ortiz Rey    | Gerd-Wellen-Hockeystadion, KrefeldKrefeld Scheidsrechters: Martin Madden (SCO) Rawi Anbananthan (MAS) |

| 30 mei 2019 13:30                       |           |                      |                                                                                           |
| België                                  | 4–2       | Groot-Brittannië     | Wilrijkse Plein, Antwerpen Scheidsrechters: Jonas van 't Hek (NED) Christian Blasch (GER) |
| Charlier 9', 19' Boon 15' Hendrickx 20' | (verslag) | Roper 38' Taylor 47' | Wilrijkse Plein, Antwerpen Scheidsrechters: Jonas van 't Hek (NED) Christian Blasch (GER) |

| 2 juni 2019 13:00                          |           |                                              |                                                                                   |
| België                                     | 4–4       | Duitsland                                    | Wilrijkse Plein, Antwerpen Scheidsrechters: Dan Barstow (ENG) Martin Madden (SCO) |
| Cosyns 21', 54' Gougnard 29' Hendrickx 55' | (verslag) | T. Grambusch 8', 30+' Wellen 42' Miltkau 45' | Wilrijkse Plein, Antwerpen Scheidsrechters: Dan Barstow (ENG) Martin Madden (SCO) |
| Shoot-out                                  |           |                                              | Wilrijkse Plein, Antwerpen Scheidsrechters: Dan Barstow (ENG) Martin Madden (SCO) |
| Briels Wegnez Van Aubel De Sloover Cosyns  | 3–4       | Wellen Fuchs Linnekogel Hellwig Große        | Wilrijkse Plein, Antwerpen Scheidsrechters: Dan Barstow (ENG) Martin Madden (SCO) |

| 2 juni 2019 16:00   |           |                                   |                                                                                        |
| Nederland           | 1–3       | Groot-Brittannië                  | Sportpark Aalsterweg, Eindhoven Scheidsrechters: Jakub Mejzlík (CZE) Ben Göntgen (GER) |
| Van der Weerden 12' | (verslag) | Calnan 10' Ward 45' Griffiths 46' | Sportpark Aalsterweg, Eindhoven Scheidsrechters: Jakub Mejzlík (CZE) Ben Göntgen (GER) |

| 4 juni 2019 20:00              |           |                                     |                                                                                           |
| Nederland                      | 0–0       | Nieuw-Zeeland                       | Sportpark Aalsterweg, Eindhoven Scheidsrechters: Bruce Bale (ENG) Francisco Vázquez (ESP) |
|                                | (verslag) |                                     | Sportpark Aalsterweg, Eindhoven Scheidsrechters: Bruce Bale (ENG) Francisco Vázquez (ESP) |
| Shoot-out                      |           |                                     | Sportpark Aalsterweg, Eindhoven Scheidsrechters: Bruce Bale (ENG) Francisco Vázquez (ESP) |
| Croon Brinkman De Geus Pieters | 3–2       | Inglis Jenness McAleese Smith Child | Sportpark Aalsterweg, Eindhoven Scheidsrechters: Bruce Bale (ENG) Francisco Vázquez (ESP) |

| 6 juni 2019 19:30             |           |                                               | |
| Groot-Brittannië              | 3-4       | Duitsland                                     | Lee Valley Hockey and Tennis Centre, Londen Scheidsrechters: Coen van Bunge (NED) Marcin Grochal (POL) |
| Calnan 10' Roper 21' Ward 35' | (verslag) | Große 28' Fuchs 32' Miltkau 51' Herzbruch 58' | Lee Valley Hockey and Tennis Centre, Londen Scheidsrechters: Coen van Bunge (NED) Marcin Grochal (POL) |

| 8 juni 2019 13:30 |           |                                                 |                                                                                         |
| België            | 0-4       | Nederland                                       | Wilrijkse Plein, Antwerpen Scheidsrechters: Martin Madden (SCO) Francisco Vázquez (ESP) |
|                   | (verslag) | Kellerman 37', 48' De Voogd 55' Hertzberger 60' | Wilrijkse Plein, Antwerpen Scheidsrechters: Martin Madden (SCO) Francisco Vázquez (ESP) |

| 9 juni 2019 14:00               |           |                                     | |
| Groot-Brittannië                | 2-2       | Australië                           | Lee Valley Hockey and Tennis Centre, Londen Scheidsrechters: Christian Blasch (GER) Coen van Bunge (NED) |
| Wallace 7' Waller 25'           | (verslag) | Harvie 12' Brand 36'                | Lee Valley Hockey and Tennis Centre, Londen Scheidsrechters: Christian Blasch (GER) Coen van Bunge (NED) |
| Shoot-out                       |           |                                     | Lee Valley Hockey and Tennis Centre, Londen Scheidsrechters: Christian Blasch (GER) Coen van Bunge (NED) |
| Martin Dixon Roper Ames Forsyth | 4-3       | Zalewski Govers Ogilvie Craig Beale | Lee Valley Hockey and Tennis Centre, Londen Scheidsrechters: Christian Blasch (GER) Coen van Bunge (NED) |

| 9 juni 2019 14:00                           |           |                                                 |                                                                                              |
| Duitsland                                   | 3-3       | Nieuw-Zeeland                                   | Gerd-Wellen-Hockeystadion, Krefeld Scheidsrechters: Dan Barstow (ENG) Jonas van 't Hek (NED) |
| Herzbruch 19' Oruz 31' T. Grambusch 58'     | (verslag) | Jenness 3' Woods 16' Lane 40'                   | Gerd-Wellen-Hockeystadion, Krefeld Scheidsrechters: Dan Barstow (ENG) Jonas van 't Hek (NED) |
| Shoot-out                                   |           |                                                 | Gerd-Wellen-Hockeystadion, Krefeld Scheidsrechters: Dan Barstow (ENG) Jonas van 't Hek (NED) |
| Miltkau Herzbruch Wellen Große M. Grambusch | 4–3       | Inglis Jenness J. Panchia McAleese Smith Inglis | Gerd-Wellen-Hockeystadion, Krefeld Scheidsrechters: Dan Barstow (ENG) Jonas van 't Hek (NED) |

| 9 juni 2019 16:00                                           |           |                          |                                                                                                  |
| Nederland                                                   | 4-3       | België                   | Stadion HC Den Bosch, 's-Hertogenbosch Scheidsrechters: Marcin Grochal (POL) Jakub Mejzlík (CZE) |
| Pruyser 24' Janssen 29' Van der Weerden 33' Hertzberger 38' | (verslag) | Dockier 9' Boon 24', 46' | Stadion HC Den Bosch, 's-Hertogenbosch Scheidsrechters: Marcin Grochal (POL) Jakub Mejzlík (CZE) |

| 10 juni 2019 18:30                 |           |           |                                                                                               |
| Duitsland                          | 3-1       | Spanje    | Gerd-Wellen-Hockeystadion, Krefeld Scheidsrechters: Raghu Prasad (IND) Jonas van 't Hek (NED) |
| Staib 11' Wellen 15' Herzbruch 59' | (verslag) | Romeu 14' | Gerd-Wellen-Hockeystadion, Krefeld Scheidsrechters: Raghu Prasad (IND) Jonas van 't Hek (NED) |

| 12 juni 2019 20:30 |           |                                                                           |                                                                                             |
| Duitsland          | 0-8       | België                                                                    | Gerd-Wellen-Hockeystadion, Krefeld Scheidsrechters: Raghu Prasad (IND) Coen van Bunge (NED) |
|                    | (verslag) | Hendrickx 20', 45' Dockier 22', 30' Boon 52' Charlier 53', 55' Wegnez 55' | Gerd-Wellen-Hockeystadion, Krefeld Scheidsrechters: Raghu Prasad (IND) Coen van Bunge (NED) |

| 13 juni 2019 19:00          |           |                     |                                                                                                   |
| Spanje                      | 3-2       | Australië           | Club de Campo Villa de Madrid, Madrid Scheidsrechters: Christian Blasch (GER) Martin Madden (SCO) |
| Romeu 28', 60' Lleonart 44' | (verslag) | Brand 3' Govers 58' | Club de Campo Villa de Madrid, Madrid Scheidsrechters: Christian Blasch (GER) Martin Madden (SCO) |

| 14 juni 2019 19:00                 |           |                        | |
| Spanje                             | 3-2       | Nieuw-Zeeland          | Club de Campo Villa de Madrid, Madrid Scheidsrechters: Christian Blasch (GER) Coen van Bunge (NED) |
| González 36' Boltó 43' Quemada 51' | (verslag) | Inglis 50' Russell 55' | Club de Campo Villa de Madrid, Madrid Scheidsrechters: Christian Blasch (GER) Coen van Bunge (NED) |

| 14 juni 2019 19:30               |           |                                           | |
| Groot-Brittannië                 | 2-2       | Nederland                                 | Lee Valley Hockey and Tennis Centre, Londen Scheidsrechters: Jakub Mejzlík (CZE) Marcin Grochal (POL) |
| Griffiths 38' Forsyth 60'        | (verslag) | Hertzberger 20', 51'                      | Lee Valley Hockey and Tennis Centre, Londen Scheidsrechters: Jakub Mejzlík (CZE) Marcin Grochal (POL) |
| Shoot-out                        |           |                                           | Lee Valley Hockey and Tennis Centre, Londen Scheidsrechters: Jakub Mejzlík (CZE) Marcin Grochal (POL) |
| Forsyth Roper Jackson Ames Dixon | 3–4       | Croon Pruyser De Geus Hertzberger Van Ass | Lee Valley Hockey and Tennis Centre, Londen Scheidsrechters: Jakub Mejzlík (CZE) Marcin Grochal (POL) |

| 16 juni 2019 13:00       |           |                           |                                                                                                  |
| Spanje                   | 2-3       | Argentinië                | Club de Campo Villa de Madrid, Madrid Scheidsrechters: David Tomlinson (NZL) Martin Madden (SCO) |
| Rodriguez 2' Quemada 26' | (verslag) | Tolini 35', 60' López 41' | Club de Campo Villa de Madrid, Madrid Scheidsrechters: David Tomlinson (NZL) Martin Madden (SCO) |

| 16 juni 2019 14:30                        |           |               |                                                                                  |
| België                                    | 4-0       | Nieuw-Zeeland | Wilrijkse Plein, Antwerpen Scheidsrechters: Ben Göntgen (GER) Javed Shaikh (IND) |
| Dockier 7' Plennevaux 43' Briels 56', 56' | (verslag) |               | Wilrijkse Plein, Antwerpen Scheidsrechters: Ben Göntgen (GER) Javed Shaikh (IND) |

| 16 juni 2019 14:30 |           |                      | |
| Duitsland          | 1-2       | Australië            | Gerd-Wellen-Hockeystadion, Krefeld Scheidsrechters: Jonas van 't Hek (NED) Francisco Vázquez (ESP) |
| Miltkau 59'        | (verslag) | Craig 42' Govers 52' | Gerd-Wellen-Hockeystadion, Krefeld Scheidsrechters: Jonas van 't Hek (NED) Francisco Vázquez (ESP) |

| 19 juni 2019 19:30                |           |                                     |                                                                                    |
| Nederland                         | 2-2       | Argentinië                          | De Klapperboom, Utrecht Scheidsrechters: Francisco Vázquez (ESP) Ben Göntgen (GER) |
| Pruyser 17', 41'                  | (verslag) | Tolini 23' Mazzilli 51'             | De Klapperboom, Utrecht Scheidsrechters: Francisco Vázquez (ESP) Ben Göntgen (GER) |
| Shoot-out                         |           |                                     | De Klapperboom, Utrecht Scheidsrechters: Francisco Vázquez (ESP) Ben Göntgen (GER) |
| Croon De Geus Hertzberger Van Ass | 2-4       | Keenan Vila Mazzilli Ferreiro Ortiz | De Klapperboom, Utrecht Scheidsrechters: Francisco Vázquez (ESP) Ben Göntgen (GER) |

| 19 juni 2019 20:30 |           |                 |                                                                                 |
| België             | 0-2       | Australië       | Wilrijkse Plein, Antwerpen Scheidsrechters: Bruce Bale (ENG) Javed Shaikh (IND) |
|                    | (verslag) | Govers 19', 60' | Wilrijkse Plein, Antwerpen Scheidsrechters: Bruce Bale (ENG) Javed Shaikh (IND) |

| 22 juni 2019 15:00 |           |                                 |                                                                                   |
| Nederland          | 1-4       | Australië                       | Wagenerstadion, Amstelveen Scheidsrechters: Simon Taylor (NZL) Peter Wright (RSA) |
| Janssen 7'         | (verslag) | Govers 5', 18' Hayward 14', 45' | Wagenerstadion, Amstelveen Scheidsrechters: Simon Taylor (NZL) Peter Wright (RSA) |

| 23 juni 2019 13:30                          |           |            |                                                                                         |
| België                                      | 4-1       | Argentinië | Wilrijkse Plein, Antwerpen Scheidsrechters: Coen van Bunge (NED) Jonas van 't Hek (NED) |
| Charlier 1', 34' Plennevaux 13' Denayer 43' | (verslag) | Ortiz 55'  | Wilrijkse Plein, Antwerpen Scheidsrechters: Coen van Bunge (NED) Jonas van 't Hek (NED) |

| 23 juni 2019 14:00       |           |               |                                                                                          |
| Groot-Brittannië         | 2-0       | Nieuw-Zeeland | Twickenham Stoop, Londen Scheidsrechters: Francisco Vázquez (ESP) Christian Blasch (GER) |
| Griffiths 6' Forsyth 52' | (verslag) |               | Twickenham Stoop, Londen Scheidsrechters: Francisco Vázquez (ESP) Christian Blasch (GER) |

### Finaleronde
De vier beste landen uit de groepsfase spelen de finaleronde van 28 juni 2019 tot en met 30 juni 2019 in  Amstelveen, Nederland. Ze plaatsen zich tevens voor het olympisch kwalificatietoernooi.
|  | Halve finale     | Halve finale |   |                  | Finale       | Finale |
|  |                  |              |   |                  |              |        |
|  | 28 juni          |              |   |                  |              |        |
|  | Australië        | 6            |   |                  |              |        |
|  | Groot-Brittannië | 1            |   |                  |              |        |
|  |                  |              |   |                  |              |        |
|  |                  |              |   |                  | 30 juni      |        |
|  |                  |              |   |                  | Australië    | 3      |
|  |                  | België       | 2 |                  |              |        |
|  |                  |              |   |                  |              |        |
|  |                  |              |   |                  | Derde plaats |        |
|  | 28 juni          | 28 juni      |   | 30 juni          | 30 juni      |        |
|  | België           | 3            |   | Groot-Brittannië | 3            |        |
|  | Nederland        | 1            |   |                  | Nederland    | 5      |

#### Halve finales
| 28 juni 2019 17:15                                      |           |                  |                                                                                     |
| Australië                                               | 6-1       | Groot-Brittannië | Wagenerstadion, Amstelveen Scheidsrechters: Coen van Bunge (NED) Peter Wright (RSA) |
| Anderson 11', 12', 16' Hayward 32' Govers 36' Brand 52' | (verslag) | Jackson 5'       | Wagenerstadion, Amstelveen Scheidsrechters: Coen van Bunge (NED) Peter Wright (RSA) |

| 28 juni 2019 20:00                |           |            |                                                                                       |
| België                            | 3-1       | Nederland  | Wagenerstadion, Amstelveen Scheidsrechters: Christian Blasch (GER) Simon Taylor (NZL) |
| Cosyns 18' Boon 43' Hendrickx 50' | (verslag) | Galema 26' | Wagenerstadion, Amstelveen Scheidsrechters: Christian Blasch (GER) Simon Taylor (NZL) |

#### Wedstrijd om de derde plaats
| 30 juni 2019 14:30             |           |                                                          |                                                                                       |
| Groot-Brittannië               | 3-5       | Nederland                                                | Wagenerstadion, Amstelveen Scheidsrechters: Christian Blasch (GER) Simon Taylor (NZL) |
| Wallace 24' Weir 28' Roper 29' | (verslag) | Hertzberger 9', 29' Van der Weerden 30' Pruyser 40', 45' | Wagenerstadion, Amstelveen Scheidsrechters: Christian Blasch (GER) Simon Taylor (NZL) |

#### Finale
| 30 juni 2019 17:00               |           |                            |                                                                                       |
| Australië                        | 3-2       | België                     | Wagenerstadion, Amstelveen Scheidsrechters: Marcin Grochal (POL) Coen van Bunge (NED) |
| Mitton 9' Ogilvie 14' Govers 29' | (verslag) | Luypaert 44' Hendrickx 58' | Wagenerstadion, Amstelveen Scheidsrechters: Marcin Grochal (POL) Coen van Bunge (NED) |

## Eindstand
| Pos. | Team             |
| ---- | ---------------- |
| 1    | Australië        |
| 2    | België           |
| 3    | Nederland        |
| 4    | Groot-Brittannië |
| 5    | Argentinië       |
| 6    | Duitsland        |
| 7    | Spanje           |
| 8    | Nieuw-Zeeland    |

## Uitzendrechten
In Nederland was de Hockey Pro League te zien de rechtenhouder Ziggo Sport, die zowel de rechten van het mannen- als het vrouwentoernooi in handen had. Ziggo Sport zond alle wedstrijden van het Nederlandse mannenteam live uit op kanaal 14 van Ziggo Sport (gratis beschikbaar voor klanten van tv-aanbieder Ziggo) en op betaalzender Ziggo Sport Totaal.
Mannen:
2019, 2020/21, 2021/22, 2022/23, 2023/24, 2024/25
Vrouwen:
2019, 2020/21, 2021/22, 2022/23, 2023/24, 2024/25